# 17130 Alexzhang
17130 Alexzhang este o planetă minoră (asteroid), cu un diametru de 3,931 km, din centura de asteroizi. A fost descoperită pe 13 mai 1999 la Experimental Test Site⁠(d) de Lincoln Near-Earth Asteroid Research. 
Obiectul prezintă o orbită caracterizată de o semiaxă mare de 2,2575562 UAi, o excentricitate de 0,1427044, o înclinație de 5,75949 ° în raport cu ecliptica.